# كيفن ألين (لاعب كرة قدم أمريكية)
كيفن ألين (بالإنجليزية: Kevin Allen, Jr.)‏ هو لاعب كرة قدم أمريكية ولاعب كرة قدم كندية أمريكي، ولد في 14 مايو 1972.

## وصلات خارجية
- كيفن ألين على موقع JustSportsStats.com (الإنجليزية)